# ドラえもんのひみつ道具 (ほ)
ドラえもんのひみつ道具 (ほ) では、藤子・F・不二雄の漫画『ドラえもん』、『大長編ドラえもん』(VOL.1〜17)、藤子・F・不二雄のその他の著作に登場するひみつ道具のうち 、読みが「ほ」で始まるものを列挙する。

## 望遠メガフォン
望遠メガフォン（ぼうえんメガフォン）は、「望遠メガフォン」（藤子・F・不二雄大全集第15巻に収録）に登場する。
この道具に付いているスコープで遠くにいる誰かに照準を合わせ、さらにこの道具に声や音を吹き込むと、照準内の相手がどんなに遠くにいようとも、その声や音を聞かせることができる。
現実世界において、1999年に千葉大学の飛び級入学試験において、「実現可能か」と問われた4つの道具のうちの1つである（他の3つはタケコプター、エネルギー節約熱気球、消光電球）。
2014年には、富士ゼロックス（現:富士フイルムビジネスイノベーション）の「四次元ポケットPROJECT」の第2弾として実際に製作され公開された。原作よりやや大型で、独自の指向性スピーカーを搭載している。複数の人に声を届けることはできない。

## 防水折り紙
防水折り紙（ぼうすいおりがみ）は、「防水折り紙」（藤子・F・不二雄大全集第10巻に収録）に登場する。
その名の通り、水に濡れても破れない折り紙。紙自体が目測3メートル四方程度と非常に大きく、船を折れば実際に人が乗って水に浮くことができる。紙を何枚も貼り合わせれば、遊覧船のように大きな船も作ることができる。
バリエーションとして、透き通った「とう明おり紙」がある。

## 暴力エネルギー探知機
暴力エネルギー探知機（ぼうりょくエネルギーたんちき）は、「暴力エネルギー探知機」（藤子・F・不二雄大全集第13巻に収録）に登場する。
暴力的なエネルギーを持つ人物を探知すると、ボクシンググローブのようなアンテナによってその方角を知らせる道具。「暴力」と一口にいっても、探知されるのは駄々をこねている子供から、喧嘩好きな少年、ヤクザ風の人物までさまざま。

## ポータブル国会
声 - 不明（2014.10）
ポータブル国会（ポータブルこっかい）は、「ポータブル国会」（てんとう虫コミックス第15巻に収録）に登場する。
国会議事堂の形をした置物型の道具。ポストのような投入口があり、そこに自分で考えた法律を紙に書いて入れると、全国でその通りに施行される。ただしやたらに特定の人が有利になるような支離滅裂で無茶な法律を入れる（法案を提出する）と「自動的に壊れる装置」が作動して「カイサン」という音を出して壊れ、自爆する。
テレビアニメ第1期では「カイサン」という音を出さずに自爆し道具だけが大破したが、第2期（2014年10月17日放送回）では国会が動き出し「キョーコー サイケツ キョーコー サイケツ ハンターイ」という声を出した後、「カイサーン！ カイサーン！」という声と共に、のび太の部屋がめちゃくちゃになるほどの威力で自爆した。
テレビアニメ第2作第1期「祝祭日を増やそう」では、4月の下旬から5月の上旬の間にある平日を祝日に変える為に使用（ドラえもんがどら焼きの日、のび太としずかがプロポーズの日、スネ夫がベストドレッサーの日、ジャイアンがジャイアンリサイタル記念日を提案）。ジャイアンの考えた祝日を別の祝日に変えようと、ドラえもん達がいっぺんに法案の紙を入れたのが原因で機械が「カイサン」という音を出して自爆した。この話では機械が自爆すると、今まで機械に入れていた法案がすべて無効になるという設定になっていた。なお、祝日を作り出す機能を持つひみつ道具には「日本標準カレンダー」というものも存在する。

## ホームズ・セット
ホームズ・セットは、「シャーロック・ホームズセット」（てんとう虫コミックス第3巻に収録)、「のび太のへそくりが消えた!?」（藤子・F・不二雄大全集第13巻に収録）に登場する。後者の初出タイトルは同じ「シャーロック・ホームズ・セット」（『小学三年生』1983年3月号掲載）だった。
シャーロック・ホームズのような名探偵になることのできる道具。ホームズの愛用品を模した以下の4つの道具から構成される。
手がかりレンズ
虫眼鏡型の道具。事件に関するものしか見えないので、手掛かりを的確に見つけることができる。後作「のび太のへそくりが消えた!?」の作中には登場していない。
推理ぼう
鹿撃ち帽のような帽子。これを頭に被り、帽子のつばを指で弾くとたちどころに頭が冴え渡り、どんな難事件も解決できる。テレビアニメ第2作第2期では、推理がひらめいた時の決め台詞がある。
レーダーステッキ
たずね人ステッキのような働きをするステッキ。地面に立てると、事件の犯人の方角を指して倒れる。犯人が移動すると、倒れた状態のままステッキもその方向へと動く。
ズバリパイプ
喫煙用のパイプ型の道具。口に咥えて息を吹き込むとシャボン玉のような泡が出て、ふわふわと宙を漂い犯人のもとで破裂する。テレビアニメ第2作第2期では、同じ効果のズバリシャボンという道具に変更されている。
この道具の初出時エピソード「シャーロック・ホームズセット」の作中にてドラえもんはこの道具を「ホームズ・セット」と呼んでいるが、後作のエピソードである「連想式推理虫メガネ」（てんとう虫コミックス第32巻に収録）、「のび太のへそくりが消えた!?」（藤子・F・不二雄大全集第13巻に収録）の作中では「シャーロック・ホームズセット」と呼ばれている。
「連想式推理虫メガネ」（初出は「小学四年生」1982年3月号）では、この道具がすでに壊れて使用できなくなったことが判明しているが、後作の「のび太のへそくりが消えた!?」（初出は「小学三年生」1983年3月号）では、ドラえもんが再びこの道具を取り出している。
『のび太のひみつ道具博物館』では、この道具が主要な道具として登場する。
怪盗セット
テレビアニメ第2作第2期「怪盗セット」（2013年2月15日放送）に登場。こちらは怪盗になれる道具。

## ホームミサイル製造法
ホームミサイル製造法（ホームミサイルせいぞうほう）は、「手作りミサイル大作戦」（てんとう虫コミックス第44巻に収録）に登場。
ホームミサイル（いわゆるホーミングミサイル）を自作する方法が書かれた工作本（従って、これ自体は道具ではない）。表紙には「趣味の工作シリーズ」と書かれている。材料は20世紀でも簡単に手に入る物ばかり。
各説明
用意する物
ハサミ、カッター、のり、セロハンテープ、ボール紙、針金、割り箸
本体
ボール紙で作った長さ20cm、直径4cmの円筒。それに尾翼の部分も付ける。エンジンと燃料タンクの役割を果たす。
爆弾
ミサイルの先端に取り付ける。要は弾頭。各自の好きなようにでき、本には例としてコショウや泥水、ガムのカス、鼻糞が挙げられていた。劇中でジャイアンは爆弾の代わりに手紙を入れてのび太に送りつけていた。
燃料
天ぷら油コップ一杯に味の素少々、ヘアトニック一滴、練り歯磨きを入れ（セリフが「…」で切れているため、さらに他の物が必要な可能性もある）、よくかき混ぜて本体に注入する。
レーダー
ミサイルを誘導するためのレーダー。電子頭脳で動く。高い位置に置いて目標にあわせてセットすれば自動的に目標を追い続ける。針金にえんどう豆を通してこれに消しゴムを接続する。作り方にはまだ続きがあるようだが以下不明。
発射台
土台のしっかりした見つかりにくい場所に設置する。
設置したミサイルは、手持ちサイズのボタンを押すだけで、遠隔操作により発射される。ミサイルは製作者の工作力によって性能が変わるようで、のび太の作ったミサイルはふらふら飛びながら目標（ジャイアン）からも外れて無関係の人に命中した。ほかにも飛んできたホームミサイルをコントロール出来るミサイル（恐らく先端部を目標者の顔に似せたことで他のミサイルを誘導している）も登場している。

## ホームメイロ
ホームメイロは、「ホームメイロ」（てんとう虫コミックス第18巻に収録）、「お化けツヅラ」（『ドラえもんプラス』第3巻に収録）に登場する。
家庭で手軽に迷路遊びができる道具。ドラムを回すとその家の構造が変わり、扉や階段が無造作に繋がった迷路と化す。回せば回すほど複雑になり、脱出が困難になる大迷宮になる。家の中の空間が広がり部屋や階数も増えるが、外見は変わらない（しかしテレビアニメ第2作第1期では家が真っ二つになるような表現がある）。逆に回せば元に戻るが、迷路に迷ってホームメイロを置いた場所に戻れなくなると二度と抜け出せなくなる危険性もある。回したときにドアを開けっ放しにすると、自動的に閉まる。テレビアニメ第2作第1期では靴箱や冷蔵庫までもが通路に繋がっていた。テレビアニメ第2作第2期に登場した際は、ホームメイロで作り出された空間の中ではどこでもドアや通りぬけフープ等のひみつ道具が一切使えなくなっていたが、原作「お化けツヅラ」では通りぬけフープを使っている。

## ホクロ型スピーカーとマイク
ホクロ型スピーカーとマイク（ホクロがたスピーカーとマイク）は、「恋するジャイアン」（てんとう虫コミックス第44巻に収録）に登場する。
誰かの顔にホクロ型スピーカーを付けておき、離れた場所からマイクで声を送ると、スピーカーからその声を出すことができる。

## ほげい船
ほげい船（ほげいせん）は、「魚つり」（藤子・F・不二雄大全集第9巻に収録）、「ラジコンテレビ」（てんとう虫コミックススペシャル『ドラえもんカラー作品集』第4巻に収録）に登場する。
おもちゃのように小さな捕鯨船。銛ではなく吸盤を撃ちだして標的物を捕獲する。作中ではドラえもんとのび太が「スモールライト」で小さくなって乗り込み、池の魚に特殊な餌を食べさせ、体を軽くさせ水上に浮上させることで捕獲している。
「ラジコンテレビ」というエピソードでは陸上を水上のように航行している。

## ポケット信号機
ポケット信号機（ポケットしんごうき）は、「ポケット信号機」（てんとう虫コミックススペシャル『ドラえもんカラー作品集』第4巻に収録）に登場する。
手のひらサイズの小さな信号機。赤信号を灯すと、車はもちろん動く物を何でも止めることができる。青信号にすると元通り動き出す。赤信号でいくつも物を止めた後、青信号を灯すと、止まったものはすべて一斉に動き出す。
テレビアニメ第2作第1期「ポケット信号機」（1988年3月25日放送、映像ソフト未収録）では、ポケット信号機の赤信号を無効化できるひみつ道具として、かぶると緊急車両になりきることのできるヘルメットが登場する。
原作とアニメ両方とものび太がまた悪戯で使用した為、最後は母の玉子やジャイアン達に追い回される羽目になり、ドラえもんは「少しは懲りた方がいいんじゃない」と呆れた。

## ほしい人探知機
ほしい人探知機（ほしいひとたんちき）は、「ほしい人探知機」（てんとう虫コミックス第32巻に収録）に登場する。
指定した品物を欲しがっている人を探し出すための機械。品物を見せて記憶させておくと、その品物を欲しがっている人を探知すると「ペコペコペコ」と音を鳴らして知らせる。目当ての人に接近すると、機械に備え付けられている吸盤付きの矢「ガイドアロー」が発射されてその人に命中させる。ただし、その人に買う資金などがあるかまではわからない。
のび太の叔父の玉夫が車のセールスに苦労しているのを見かね、ドラえもんが使用した。このときは機械に車を記憶させる際、実物ではなく車のパンフレットを使用している。
テレビアニメ第2作第2期「恐怖のジャイアンピザ」では、ジャイアンが作ったジャイアンピザ（食べさせられたスネ夫は気絶）を食べたがる人をこの機械で探したが、探知範囲を地球全体に広げても見つからず、宇宙に広げて宇宙人だったとはいえようやく見つかった。

## 星型ランプ
星型ランプ（ほしがたランプ）は、「無人島へ家出」（てんとう虫コミックス第14巻に収録）に登場する。
作中ではこの道具の名称は呼ばれないため、ここでは便宜上「星型ランプ」と呼称する。
のび太が家出する際、ドラえもんのポケットから適当に持っていった道具の中のひとつ。当然ランプなので、懐中電灯の代わりにもなる（エネルギー源は不明だが、コンセントにつながなくても灯せる）。

## 星とりあみとハンマー
星とりあみとハンマー（ほしとりあみとハンマー）は、「夜空がギンギラギン」（てんとう虫コミックス第38巻に収録）に登場する。
捕虫網のような「星とりあみ」とハンマーのセット。ハンマーでコンクリートや土管などの固い物を叩くと、打撃のエネルギーが星となって飛び散り、その「星」を星とりあみで捕まえる。「星」は最初は五芒星の形をしているが、次第に丸くなり、夜空の星のように輝く。この星を「空間接着剤」で空中に貼り付けることで、思いのままに星空を作り出すことができる。
明るい星を作るには強い力が必要で、のび太が精一杯ハンマーを振るっても二等星止まりだった。一等星を作るにはジャイアンほどの力が必要になる。
空中に貼り付けた星は竹竿などで叩き落すことができるが、打撃のエネルギーが星にこもっているため、落ちてきた星が人に当たろうものなら、相当な痛みを伴う。
テレビアニメ第2作第2期「彗星がギンギラギン」（2013年11月8日放送）では、氷の塊を叩いた場合、彗星のような綺麗な星が出来る。
ドラえもんの学習シリーズの算数おもしろ攻略『(1)たしざん・ひきざん』では、丸くなった星は地面に落ちると、大きな音が出て破裂するという設定になっている。
空間接着剤（くうかんせっちゃくざい）
「夜空がギンギラギン」（てんとう虫コミックス第38巻に収録）、『のび太と奇跡の島 〜アニマル アドベンチャー〜』に登場する。
空間に物や人を固定することのできる接着剤。『のび太と奇跡の島』では通常の武器が破損していたり修理中だったこともあり、罠として使用された。

## ポップ地下室
ポップ地下室（ポップちかしつ）は、「超大作特撮映画『宇宙大魔神』」（てんとう虫コミックス第20巻に収録）、「のび太の模型鉄道」（てんとう虫コミックス第39巻に収録）、『のび太と竜の騎士』に登場する。
埋め込み型ダイナマイトの要領で地中に埋め、コードで繋がった起爆装置のスイッチを入れると、地下に直方体状の地下室ができる。部屋の大きさは自由に設定可能で、北海道くらいまで大きくできる。また、造った部屋は壊すこともできる。
「超大作特撮映画『宇宙大魔神』」ではスタジオとして使用。ボタンひとつでライトも出てくる。
『ドラえもん のび太と竜の騎士』の映画版、およびテレビアニメ第2作第1期「ポンプ地下室で街をつくろう」（1999年3月26日放送、DVD『ドラえもん コレクション・スペシャル 春の5』に収録）では「ポンプ地下室」と呼んでいる。
一方、同じテレビアニメ第2作第1期でも「ポップ地下室とフエルミラー」と「SF超大作ウラドラマン」では「ポップ地下室」と呼んでいる。

## ほどほどあらし
ほどほどあらしは、「南海の大冒険」（てんとう虫コミックス第45巻に収録）に登場する。
嵐に揉まれる船が描かれたラベルの貼ってある瓶で、栓を抜くと暗雲が中から出て、その名の通り船が沈まない程度の「ほどほどの嵐」を船上に作る。暗雲がなくなるまで嵐が襲い続ける。しかし、絵を見る限りでは甲板はすべて水に浸り帆のみが水の上に出るくらい激しく、のび太は船酔いをしていた。ドラえもん曰く「舟遊びを面白くする道具」だという。
嵐嵐おおあらし（あらしあらしおおあらし）
テレビアニメ第2作第2期「海賊大決戦 〜南海のラブロマンス〜」（2007年6月29日放送）に登場。ほどほどあらしの上位版。外見や使用方法は、ほどほどあらしと同じだが、本当に船が沈みかねないほどの大嵐が起こる。

## ほどほど海ぞく船
ほどほど海ぞく船（ほどほどかいぞくせん）は、「南海の大冒険」（てんとう虫コミックス第45巻に収録）に登場する。
その名のとおり、ほどほどの海賊船。レースボタン、ほどほど大砲がついている。船で海の冒険を楽しむ際、わざとライバルを作って危険が伴わない程度のスリルを味わいたい時のための道具である。
レースボタン
押すごとにスピードが上がるが絶対に前の船には追いつくことができない。
ほどほど大砲
ほどほどの大砲。撃っても絶対に当たらない。しかし、かなりの威力がある。
ほどほどそうち
ほどほど海ぞく船を管理する装置。これが故障すると、レースボタンと大砲の威力がほどほどでなくなる。

## ほねぐみロボット
ほねぐみロボットは、「人形あそび」（てんとう虫コミックス第10巻に収録）に登場する。
目測10センチメートルほどの大きさのロボット。これをおもちゃの人形へ骨組みとして入れると、人形がロボットになって自分で動けるようになり、言葉も話すようになる。
作中ではこれを入れた人形たちは、家の構造や備品にあれこれ注文を付けたり、持ち主に付き合わず勝手な行動をとったりと、かなり我がままに振る舞った。

## ポラマップスコープ
ポラマップスコープは、「ポラマップスコープとポラマップ地図」（てんとう虫コミックス第27巻に収録）に登場する。なお、ここではこの道具と一緒に使われる「ポラマップ地図」、「地球エンピツ」、「地球消しゴム」「地球うちわ」についても記述する。
ポラマップ地図は、何種類かの地図がセットになっており、世界地図のような縮尺の地図もあれば、日本の関東地方のような地図もある。ポラマップ地図の上から地球消しゴムで地図をこすると、現実の世界のその場所において、山などの起伏地帯が削られる。しかし「地球エンピツ」で書き直すことにより、元に戻すことができる。また、「地球うちわ」で地図上を仰ぐと実際にその場所に風が吹く。
ポラマップスコープはポラマップ地図に向かって顕微鏡のようなスコープを向けることにより使用する。これにより、地図にスコープを向けた場所の、まるで衛星から見たような映像情報が、モニターを通してリアルタイムで得られる。スコープに付随しているねじをひねることにより、映像を拡大したり、違う角度から映像を見ることができる。
ポラマップスコープは映像情報を得るだけでなく、ポラマップスコープに物を詰め込み、発射することで、現実の世界のその場所に物を届けることもできる。

## ホログラ機
ホログラ機（ホログラき）は、「ホログラ機」（てんとう虫コミックス『ドラえもんプラス』第3巻に収録）に登場する。
この道具から出る光を人間に5分間浴びせると、その人間は触れることの出来ない「マボロシ」になる。一見すると姿は何も変わりないものの、立体映像のようにあらゆる物が通り抜け、また本人も壁などを通り抜けてどこへでも行くことができる。しかし食べ物も通り抜けるため、食事はできなくなる。もう一度光を浴びせると、元に戻る。

## 本人ビデオ
本人ビデオ（ほんにんビデオ）は、「本人ビデオ」（てんとう虫コミックス第23巻に収録）に登場する。
時間と場所を指定すると、その時間、その場所で起こったことを本人たちがすぐにやって来て目の前で実演してくれる。やって来た人物には意識があり、同じ場面で何度も呼び出されて実演するとストレスや怪我が積み重なる。当然呼び出されたときの姿でやってくる（夜の場合は浴衣など）。のび太は先生にほめられた満足感から時間を再現して呼び出し、その都度ママたちに見せびらかすが、時間を間違えて朝にしてしまい、遅刻したのび太を叱る姿まで再現される。

## ホンネ吸いだしポンプ
ホンネ吸いだしポンプ（ホンネすいだしポンプ）は、「ふつうの男の子にもどらない」（てんとう虫コミックス第40巻に収録）に登場する。
小型の空気入れのような形をしていて、本音を聞きたい人に向けてレバーを引くと、頭から本心を吸いだせる。レバーを押すと、吸い出した本音がふき出しで出てくる。

## 本の味の素
本の味の素（ほんのあじのもと）は、「本はおいしくよもう」（てんとう虫コミックス第32巻に収録）に登場する。
のび助にプレゼントされた偉人の伝記の本を読もうとしないのび太を見かねてドラえもんが買ってきた道具。調味料のように、本に振りかけて使用する。これを振りかけた本は、たとえどんな本であっても面白く感じる（実際に読まないとダメで、側で朗読を聞いているだけでは効果が出ない）。作中では試しに辞書や電話帳にドラえもんがこれを振りかけて見せ、辞書を読んだのび太は何でもない項目を読んで大笑いし、電話帳を読んだしずかは次の電話番号はどうなるのかと固唾を飲んでハラハラドキドキしていた。また、本にメモや紙幣が挟んであった場合それも面白く感じる。のび太はシュバイツァーの伝記に挟んであったのび助のへそくりの一万円紙幣を見て、へそくりの口止め料をのび助から貰い「いい本を読むとためになる」を実利的な事と勘違いし喜んだ。テレビアニメ第2作第1期「本の味の友」では「シュバイツァーは聖徳太子の友達だったのか！」と明後日の方向に解釈して感動していた（放送当時の１万円札には聖徳太子の肖像画が印刷されていた）。
「味の素」の商標の関係で名前が変更されている「味のもとのもと」と同様に、こちらもテレビアニメ第2作第1期「本の味の友」（1983年11月18日放送、レンタル専用VHS『21世紀テレビ文庫 テレビ版ドラえもん』第15巻に収録）では、「本の味の友」という名称になっているが、テレビアニメ第2作第2期「本はおいしくよもう」（2022年10月8日放送）では、原作と同じく「本の味の素」という名称に戻っている。

## 本物クレヨン
本物クレヨン（ほんものクレヨン）は、「本物クレヨン」（てんとう虫コミックススペシャル『ドラえもんカラー作品集』第5巻に収録）に登場する。
1本で12色描けるクレヨン（10色ボールペンのようなもの）。これで紙に絵を描くと、その絵が紙から飛び出して本物と同じように動く。食べ物を書くと下手に描いた場合はまずいものになる。人間を描いた場合は自分の意思を持ってしゃべったりもする。専用の消しゴム（後述）で消すことができる。
道具の名前は不明だが、「ふしぎなお絵かき」（単行本未収録 「絵・芸術がテーマのまんがセレクション ドラえもん ART! SPECIAL」に収録）に登場する紙は、通常のクレヨンで描いた絵を紙を振ると飛び出すという本物クレヨンに近い機能を持っている。
本物クレヨンで出したもの
絵描き
ドラえもんがのび太に絵を教えさせるため描いた人物。性格は意地汚くて自分勝手で、ドラえもんたちに高圧的な態度を取っている。勝手に妻や子供を描いて家族を作り、更にはドラえもんたちが住む家を乗っ取ろうと画策して家族総出でドラえもん達を追い出そうとしたが、争いの末に専用の消しゴム（後述）によって消去された。アニメ版では、自分たちを撃退しようとのび太が描いたライオンの下手さに呆れ、見本のためちゃんとしたライオンを描くも、直後に自らが描いたライオンによって襲われてしまうという結果になった。
食べ物
のび太や絵描きが出した食料。絵を教える代わりに、絵描きが食べ物を要求したため、初めはのび太がドーナッツを描いたが、その絵が下手なため不味いと酷評され、その後は絵描き自身がケーキやたいやきや天丼などを描いて出した。
女性
玉子を見た絵描きが「もっといいママを出してやる」と言って出した女性。絵描きの取り決めで妻になった後、家を乗っ取るためドラえもん達を追い出そうとするも、専用の消しゴムによって消去された。
子供
のび太たちに文句を言われたため絵描きが代わりに出した子供。絵描きの取り決めで息子になった後、家を乗っ取るためドラえもん達を追い出そうとするも、専用の消しゴムによって消去された。
ライオン
本物クレヨンを拾ったスネ夫（アニメ版ではのび太の下手さに呆れた絵描き）が落書きで出したライオン。スネ夫の場合は彼を追い掛け回し、絵描きの場合は彼を襲った。
本物消しゴム（ほんものけしゴム）
「本物クレヨン」（てんとう虫コミックススペシャル『ドラえもんカラー作品集』第5巻に収録）に登場する。
「本物クレヨン」で描いたものを消すための消しゴム。

## 本物げんとう機
本物げんとう機（ほんものげんとうき）は、「本物げんとう機」（てんとう虫コミックススペシャル『ドラえもんカラー作品集』第3巻に収録）に登場する。
絵や写真を用意することで、その物を本物そっくりの立体映像として虚空に投影することのできる機械。「そのままスイッチ」を押しておくことで、げんとう機を使用しなくてもその映像をそのまま映し続けておくこともできる。
藤子不二雄ランド第22巻への収録時は「じったいげんとう機」、カラーコミックス第5巻への収録時は「じっさいげんとう機」と呼ばれていた。

## ほんもの図鑑
ほんもの図鑑（ほんものずかん）は、「ほんもの図鑑」（てんとう虫コミックス第6巻に収録）及び第2作第1期「ドラえもんびっくり全百科」に登場する。
未来の図鑑。調べたいものが載っているページを開いて本の背を叩くと、そのものの本物が飛び出てくる。飛び出すものはすべて本物であり、動物だったら生きているし、食べ物なら食べる事ができる。劇中に登場したのは、「動物図鑑」、「昆虫図鑑」、「植物図鑑」、「魚図鑑」、「鳥図鑑」、「社会図鑑」、「お天気図鑑」、「食べ物図鑑」、「乗り物図鑑」、「オバケ図鑑」、「大昔の生き物図鑑」、架空の人物が出てくる「お話図鑑」、「恐竜図鑑」。
本物が飛び出した後は、そのページは説明文のみで絵や写真のない不完全な図鑑となってしまう。飛び出したものに本をかぶせることで、そのものを図鑑内に回収して元通りの記事にすることができるが、そのものが破損してしまった場合は破損したままの状態で収録されることになる。ただし「食べ物図鑑」では実物を購入してそれを図鑑に収録している場面がある。また、本来図鑑内に収録されていないものに本をかぶせても図鑑内に回収され、丁寧に説明文まで付いて図鑑の一ページになってしまう。実在する人間も図鑑内に閉じ込めて収録するのも可能で、ドラえもんは不注意が原因でスネ夫が呼び出した「大昔の生き物図鑑」のマンモスに返り討ちにされて、つかまったのび太ごと図鑑に閉じ込めてしまい彼も一緒に収録してしまった。
「オバケ図鑑」にはQ太郎も登場している。「お話図鑑」にはスーパーマンやターザンといった超人やヒーローも収録されているが、能力や強さはあまり高くないらしく、マンモス撃退の為にのび太に呼び出されて数人でマンモスに立ち向かうも、あっけなく敗れている。
テレビアニメ第2作第1期「ほんもの図鑑でほんものを」（1992年8月7日放送）では絶滅種や希少な生物も収録されており、「昆虫図鑑」を借りた少年から図鑑や蝶を取り返す際、少年から「そんな希少な生物を図鑑に入れている方が問題になるんじゃない?」と指摘された。
テレビアニメ第2作第2期「うら山危険生物パーク」（2018年4月27日放送）では「危険生物図鑑」が登場しており、カバ、コモドオオトカゲ、蚊、カミツキガメ、ラーテル、ヒクイドリ、スカンク、ヒグマ、サメ、オオカミ、虎などが収録されている。終盤では、逃げ出した虎を図鑑に戻した際、ジャイアンも図鑑に収録され、のび太は「ジャイアンはある意味危険生物」と述べた。

## 本物電子ゲーム
本物電子ゲーム（ほんものでんしゲーム）は、「本物電子ゲーム」（てんとう虫コミックス27巻に収録）に登場する。
ゲーム&ウオッチに酷似した電子ゲーム型の道具。ゲーム画面に相当する部分が海外のみ発売されたクリスタルスクリーン的な窓状になっており、その窓に誰かを当てはめることによって、その人物をゲームキャラクターとして操り、ゲームを楽しむことができる。ゲームの内容はゲーム&ウオッチの「ヘルメット」に酷似する。使用方法は以下のとおり。
1. 画面を透かしてキャラクターにしたい人を捉え、ターゲットセットボタンを押す。
2. 同じく画面を透かして、ゲームフィールドにしたい場所を捉え、フィールドセットボタンを押す。
3. リセットボタンを押せばゲームスタート。キャラクターになった人がフィールドの場所に引きずり出され、ゲーム操作のとおりに操られる。
4. 空から槍、刀、手裏剣、矢が雨あられのように降ってくる。それらをうまくかわし、画面左から右へ歩きぬけば得点（10点）。上から降ってくる物に当たればアウト。本物の武器ではないので、地面に落ちるとすぐ消えて、当たっても傷は負わず少し痛い程度でしかない。

テレビアニメ第2作第1期「本物電子ゲーム」（1994年8月26日放送、DVD『ドラえもんコレクションスペシャル特大号』夏の5に収録）では、降ってくる物がゲーム&ウオッチの「ヘルメット」と同じトンカチやスパナ、鉄球に変更されている。のび太とスネ夫は本物電子ゲームを取り合って喧嘩を起こしてジャイアンにバレたことに気付き、ジャイアンが大きな石を投げて神成さんの家の窓ガラスを割ってしまったことに激怒し、逃げ回るジャイアンをめがけて額縁やヤカンなどの物を勢いよく投げつける場面が描かれ、最後に灰皿がジャイアンの頭をぶつけた後に瘤ができ、「もう嫌!!」と涙ぐみながら悲鳴を上げるオチとなっていた。
テレビアニメ第2作第2期「未来の本物ゲーム」（2008年6月6日放送）では、収録されているゲームが変更されており、作中では踏み潰して敵を倒すゲームとRPG風のゲームが登場した。のび太とスネ夫は本物電子ゲームを取り合っていたことでジャイアンにバレてしまい、落とした本物電子ゲームをジャイアンに奪われ、マルチプレイに設定された。母ちゃんが現れたのでジャイアンは急遽3人とモンスターを使って倒そうとしたが、あっさりと返り討ちにあって引き戻された。

## ほんものになるひかり
ほんものになるひかりは、「本物ライト」（藤子・F・不二雄大全集第5巻に収録）に登場する。
懐中電灯のような道具で、この光をフィギュアなどの玩具に浴びせると、本物のように動くようになる。

## ホンワカキャップ
ホンワカキャップは、「ホンワカキャップ」（てんとう虫コミックス第30巻に収録）に登場する。
コーラやジュースなど、ソフトドリンクの瓶の口に取り付けるキャップ状の道具。このキャップを通して瓶から注いだ飲み物は、キャップから「ホンワカ放射能」なるものが浴びせられることにより、体がホンワカしてまるで酒に酔ったように気分が高揚する。味そのものは変らずむろんアルコール成分が生じるわけでもないので、子供が飲んでも安全。ドラえもん曰く、高価な道具なのだという。
アルコールが入ってないとはいっても酔いの効果は実際の酒とまったく同じ。酔い方も実物の酒同様に人によって異なり、個々人によって酒癖のようなものも出る。劇中では、ジャイアンは泣き上戸で、スネ夫は酒乱（絡み酒、怒り上戸）の気があることが判明した（ドラえもん、のび太、しずかは笑い上戸）。酔いが醒めるのは酒よりもずっと早く、千鳥足になるほど飲んでもさほどでもない距離でもう酔いが醒めるほど。これによりスネ夫とジャイアンの立場が逆転し、ジャイアンがスネ夫に蹴られながらみんなから借りたものを返してまわることとなった。
類似するものに、「ようろうおつまみ」があるが、こちらは水を本物のアルコール（ウイスキー）に変えてしまうもので、二十歳未満には勧められない代物である。